# Сидоркин, Игорь Евгеньевич
Игорь Евгеньевич Сидоркин (4 июля 1970, Ковров, Владимирская область, СССР) — советский и российский баскетболист, тренер. Мастер спорта России.

## Биография
Начинал заниматься баскетболом в родном Коврове, а в 16 лет переехал в спортивный интернат в Ставрополь. Дебютировал на взрослом уровне в минском РТИ, выступавшим в высшей советской лиге.
Позднее выступал в российской Суперлиге за московский «Спортакадемклуб». Долгое время играл за «Ставрополь». В 2004 году по ходу сезона пришел в краснодарскую «Кубань», однако вскоре был вынужден в ней завершить свою карьеру из-за травм.
С 2006 года находится на тренерской работе. В первое время работал с детьми на родине в ковровском спортклубе «Звезда». В 2008 году переехал в Иваново, где стал работать в системе женской «Энергии» и СШОР № 4. Возглавлял молодежную команду «тигриц» в первенстве ДЮБЛ. В декабре 2009 года вошел в первый выпуск дипломированных специалистов Высшей школы тренеров по баскетболу в РГУФКСиТе.
После расформирования команды, был у истоков ее воссоздания. В 2016 году Сидоркин стал главным тренером «Энергии-СДЮШОР-4» в Чемпионате ЦФО. Наставнику удалось вернуть коллектив на профессиональный уровень в Суперлигу-2, когда ивановки являлись фарм-клубом московского «Динамо». Он возглавлял команду до лета 2020 года. Параллельно Сидоркин работал с игроками в турнирах по баскетболу 3x3. Под его руководством в 2018 году «Энергия» стала первым в истории победителем первенства России по баскетболу 3х3. В мае 2021 года они стали серебряными призерами молодежного Первенства страны. Чуть ранее оранжево-черные под руководством Сидоркина одержали победу на одном из этапов чемпионата России по баскетболу 3x3.
В октябре 2021 года ивановские «Тигрицы» вместе с наставником, составленная из молодых игроков фарм-команды «Энергии», впервые в своей истории дошла до полуфинала Кубка России по баскетболу 3x3 и заняла четвертое место.
В настоящий момент Игорь Сидоркин является главным тренером юниорской команды СШОР № 4 2012-13 г.р..
Воспитанницей Сидоркина является капитан «Энергии» Екатерина Кузнецова.

## Достижения

### Игрока
- Победитель Первой лиги (1): 2000/01.
- Победитель Чемпионата России класса «А» (1): 1990/91.
- Победитель Высшей лиги Дивизиона «Б» (1): 1993/94.

### Тренера
- Серебряный призер Первенства России: 2021.
- Победитель Первенства России (1): 2018.
- Бронзовый призер Первенства России (1): 2019.